# Новояричівський парк
Новоя́ричівський парк — парк-пам'ятка садово-паркового мистецтва місцевого значення в Україні. Розташований у межах Кам'янка-Бузького району Львівської області, в північно-західній частині смт Новий Яричів (при вул. Незалежності). 
Площа 6 га. Статус надано згідно з рішенням виконкому Львівської обласної ради від 9 жовтня 1984 року № 495. Перебуває у віданні: Новояричівська СШ, лікарня. 
Статус надано для збереження давнього парку, закладеного довкола панського маєтку. Тепер на території парку розташована лікарня і середня школа. 